# Communauté rurale de Tassette
La communauté rurale de Tassette est une communauté rurale du Sénégal située à l'ouest du pays. 
Elle fait partie de l'arrondissement de Notto, du département de Thiès et de la région de Thiès.